# Interpolation (musik)
En interpolation är en term inom populärmusiken för att beskriva när delar av en låttext återanvänds i en ny komposition. Istället för att behålla originalsången som i en sampling sjungs interpolationen av sångaren i den nya låten.